# Guardiamarina
Guardiamarina o guardia marina (en plural guardiamarinas o guardias marinas) es el nombre dado a los alumnos o aspirantes a oficiales en muchas marinas de guerra.

## Definición
La definición, según el diccionario de la RAE (22.ª edición):

1. m. Alumno de la Escuela Naval Militar en los dos años precedentes a su nombramiento como alférez de fragata.

Si bien, para España,  esta definición no es del todo correcta ya que solo alude a los alumnos de Cuerpo General, obviando a los alumnos del Cuerpo de Infantería de Marina, que tras dos años de guardiamarina son nombrados alférez, y los alumnos del Cuerpo de Intendencia y Cuerpo de Ingenieros de la Armada, que tras un año de guardiamarina, son nombrados alférez.

## Armada española

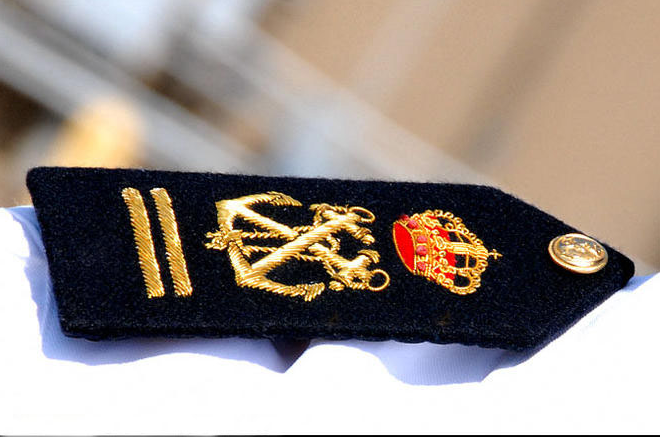
Pala de guardiamarina de segundo (cuarto curso) de la Escuela Naval Militar en Marín.

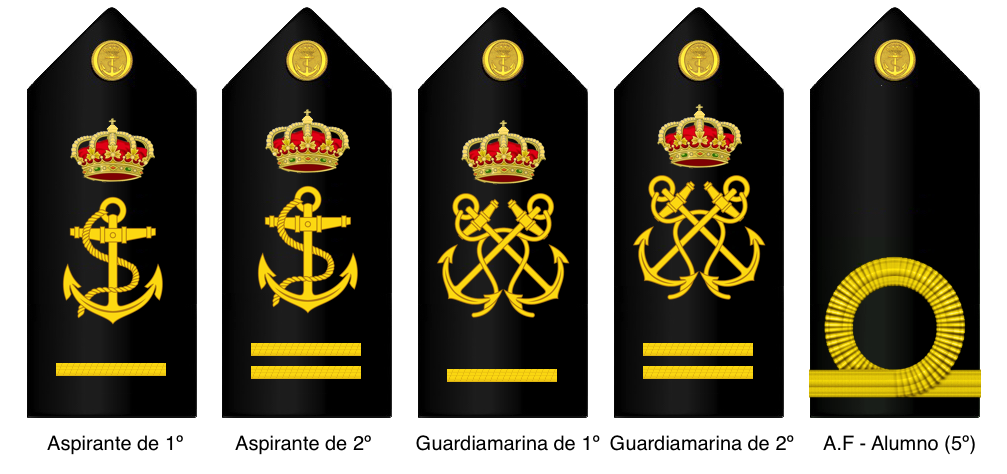
Palas de alumnos de la Escuela Naval Militar (Cuerpo General)

El grado de guardiamarina existe en España desde 1717. Los caballeros (en la actualidad también las damas guardiamarinas) son los alumnos aspirantes a oficiales de la Armada.
Se denomina así a los alumnos de tercer y cuarto curso de la Escuela Naval Militar. Pueden ser del Cuerpo General de la Armada y del Cuerpo de Infantería de Marina (anteriormente también del extinguido Cuerpo de Máquinas). También alcanza dicho empleo el Cuerpo de Ingenieros de la Armada y el Cuerpo de Intendencia de la Armada, aunque por entrar con titulación solo tienen uno o dos años de formación y no siguen los plazos del Cuerpo General ni de Infantería de Marina. Durante el primer año tienen el empleo de aspirantes hasta el periodo vacacional de Navidad, y en enero a la vuelta obtienen el empleo de guardiamarinas.
Durante los dos primeros cursos, los alumnos de la Escuela Naval Militar son denominados «aspirantes» (de 1.º y de 2.º); los dos cursos siguientes los alumnos alcanzan el grado de «guardiamarina» (de 1.º y de 2.º).
Para el ingreso como aspirante se debe tener la selectividad, y realizar un examen de inglés, además de pasar un reconocimiento médico y superar unas pruebas físicas.
Durante el período como guardiamarinas, se efectúa el crucero de instrucción de seis meses a bordo del buque escuela Juan Sebastián Elcano. Actualmente se realiza en el 3.er curso, aunque antiguamente se realizaba en el 4.º. El primer precedente de este crucero fue el viaje de circunnavegación emprendido en 1892 por la corbeta Nautilus bajo el mando del capitán de fragata Fernando Villaamil. Además, el nombre del buque escuela recuerda al navegante español que fue la primera persona que circunnavegó el globo terráqueo.
Una vez superados los cursos de guardiamarina, el 5.º curso los alumnos de Cuerpo General son promovidos al grado de alférez de fragata-alumno o al de alférez-alumno, los de Infantería de Marina. Este último curso lo realizan a bordo de buques de la Armada, los alumnos de Cuerpo General, o en Unidades de Infantería de Marina, los alumnos de dicho Cuerpo. Al superar este curso reciben sus despachos como alféreces de navío o tenientes, y son destinados a los diferentes buques y unidades de la Armada.

## Marina de Guerra República Dominicana

Guardiamarina de. año.

Los grados según los cursos son:
- Guardiamarinas de 1.er año
- Guardiamarinas de 2.º año
- Guardiamrinas de 3.er año
- Guardiamarinas de 4.º año

Guardiamarina Brigadier Mayor

## Armada Venezolana

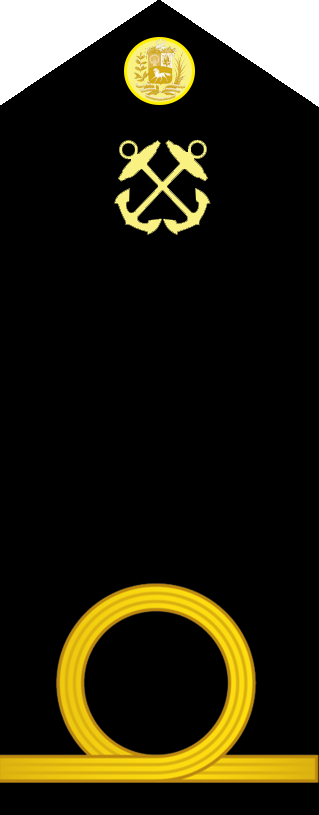
Pala de guardiamarina de la Armada de Venezuela

En Venezuela, el grado de guardiamaria corresponde a los Cadetes del Curso Naval, o Cuarto año de la Academia Militar de la Armada Bolivariana, es el último año de la Academia.
Al finalizar el último año, los guardiamarinas ingresan con el grado militar de Teniente de Corbeta.
Dentro del grado de guardiamarina, existen la jerarquía especial de guardiamarina auxiliar y guardiamarina mayor, quien es el cadete más Antiguo de la Academia.

## Armada Argentina

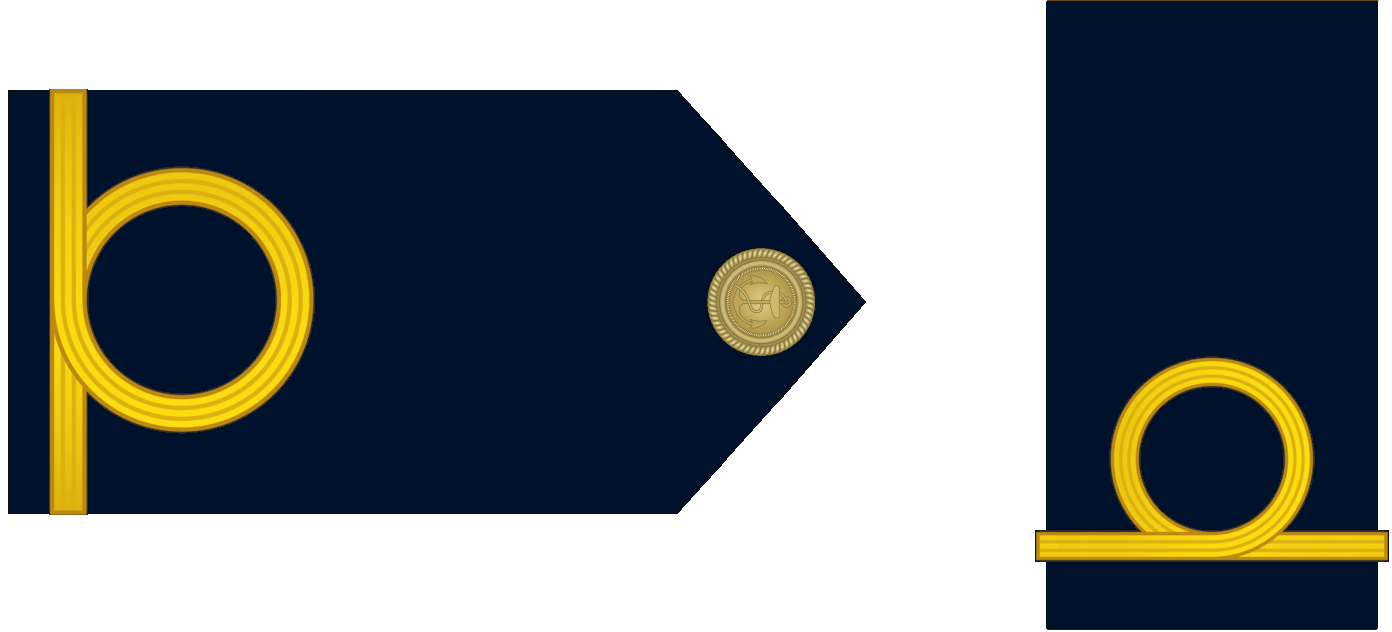
Guardiamarina de la Armada Argentina

El grado de guardiamarina está dentro de la categoría de los oficiales subalternos, el más bajo de la jerarquía de la Armada de la República Argentina. Este escalafón es el que precede al de teniente de corbeta, pudiendo obtener el mismo por la vía «tradicional» —al egresar de la Escuela Naval Militar—.
En tal supuesto, los Suboficiales realizan el curso CASO (Curso de Ascenso de Suboficial a Oficial)en la Escuela Naval Militar, egresando como oficiales con el grado de Teniente de Fragata del escalafón técnico. Profesionales civiles pueden optar por ingresar como oficiales Cuerpo Profesional (abogados, médicos, etc.) egresando de la Escuela Naval (Curso CUINA «Curso de Integración Naval») con grado de teniente de fragata «en comisión».
Su equivalente en el resto de las Fuerzas Armadas argentinas es en el caso del Ejército el de subteniente, y en el de la Fuerza Aérea el de alférez.
También, los egresados de los liceo navales tales como el Liceo Naval Militar Alte Storni o el liceo Naval Alte Brown, al egresarse lo harán como guardiamarinas de la reserva naval, cargo con el que podrán acceder a la habilitación de timonel de yate a vela y motor, y además de eso tendrán la posibilidad de incorporarse como personal militar en la armada pudiendo llegar hasta el grado subalterno de teniente de navío antes de cumplir los 13 años de servicio, momento en que se terminara su contrato y deberán optar por otro destino de la armada o buscar una carrera en la vida civil